# パジャマハウス
パジャマハウスは、千葉テレビ放送（チバテレ）で2008年10月24日から2009年3月27日まで放送されていた金曜深夜のアイドル番組である。製作・著作は株式会社ネクスト（制作プロダクション）。また、千葉のローカル番組ではあるが、スカパー!・ケーブルテレビ等のエンターテイメント専門チャンネルであるエンタ!371でも放送されている。
以下、特記する放送日はチバテレを基準とする。

## 概要
4人のアイドルがパジャマ姿でトークをする。ゲストの生着替えもある。
少し古めの家をイメージしたセットが使われており、その中には前番組である「勝利の女神〜3rdSTAGE〜」のポスターが配置されている。
第16回（2009年2月13日）と第17回（2009年2月20日）は複数のゲストを招いて、「生着替えコレクション」（略称生コレ）のトップを決める大会を行った。

## 出演者
- 戸田れい
- 畠山智妃
- わかな
- 浜崎慶美

## ゲスト
| ゲスト名                                                     | 放送日         | 放送回 |
| ------------------------------------------------------------ | -------------- | ------ |
| ゲスト無し                                                   |                | 第1回  |
| まりか                                                       | 2008年10月31日 | 第2回  |
| 山本早織                                                     | 2008年11月7日  | 第3回  |
| anela（羽鳥とこ、吉川綾乃）                                  | 2008年11月14日 | 第4回  |
| あいざわ藍                                                   | 2008年11月21日 | 第5回  |
| 水沢藍花                                                     | 2008年11月28日 | 第6回  |
| 小川優稀                                                     | 2008年12月5日  | 第7回  |
| 森沢音                                                       | 2008年12月12日 | 第8回  |
| 伊藤えみ                                                     | 2008年12月19日 | 第9回  |
| 清乃                                                         | 2008年12月26日 | 第10回 |
| 立花かんな                                                   | 2009年1月9日   | 第11回 |
| 多田あさみ                                                   | 2009年1月16日  | 第12回 |
| 石井めぐる                                                   | 2009年1月23日  | 第13回 |
| 叶丘真悠                                                     | 2009年1月30日  | 第14回 |
| 加護亜依                                                     | 2009年2月6日   | 第15回 |
| 浜田コウ、秋山えりか、神ちはる、樋口裕佳                     | 2009年2月13日  | 第16回 |
| 緒川凛、川瀬梨沙、清乃、吉田夏美                             | 2009年2月20日  | 第17回 |
| 坂本りおん、川元由香                                         | 2009年2月27日  | 第18回 |
| 柴田翔生子                                                   | 2009年3月6日   | 第19回 |
| 中野腐女子シスターズ（喜屋武ちあき、京本有加）               | 2009年3月13日  | 第20回 |
| 太田ゆうき、松岡里果、河井詩文                               | 2009年3月20日  | 第21回 |
| よしもとグラビアエージェンシー（柳川真菜、目黒沙織、アンナ） | 2009年3月27日  | 第22回 |

※ 第16回と第17回は「生コレ」のゲスト。

## エンディング曲
- 「WinterStory」（C-ZONE）
- 「Look up to the sky 」（Yuri）

## 放映時間
千葉テレビ放送（チバテレビ）
2008年10月24日 - ：毎週金曜日深夜0時45分 - 深夜1時00分
エンタ!371（CS）
2008年11月20日 - ：毎週木曜日夕方18時30分 -

## スタッフ
- ナレーション : 吉田みね
- メイク : 飯野みなこ
- 編集 : copernicos DS
- WEB : 鳥井原健二
- BGM制作 : 村岡睦稔
- 技術カメラ : 岡嶋篤志
- AD : 北村智宣、宮前賢太、荒井拓
- ディレクター : 船迫誠（Fantabit）
- 演出 : 伊藤公志
- プロデューサー : 井出雄介（つくばテレビ）
- 企画制作 : つくばテレビ、Fantabit
- 製作著作 : NEXT